# Moriyama, Shiga
Moriyama (japanska: 守山市?, Moriyama-shi) är en stad i Shiga prefektur i Japan. Staden fick stadsrättigheter 1970.

## Vänort
Adrian, Michigan USA.